# 鮑德利 (肯塔基州)
鮑德利（英語：Powderly）是一個位於美國肯塔基州穆倫貝爾格縣的城市。

## 地方資料
根據2020年美國人口普查的數據，鮑德利的面積為4.15平方千米，當中陸地面積為4.05平方千米，而水域面積為0.10平方千米。當地共有人口788人，而人口密度為每平方千米189.88人。